# Carrownamaddoo 2

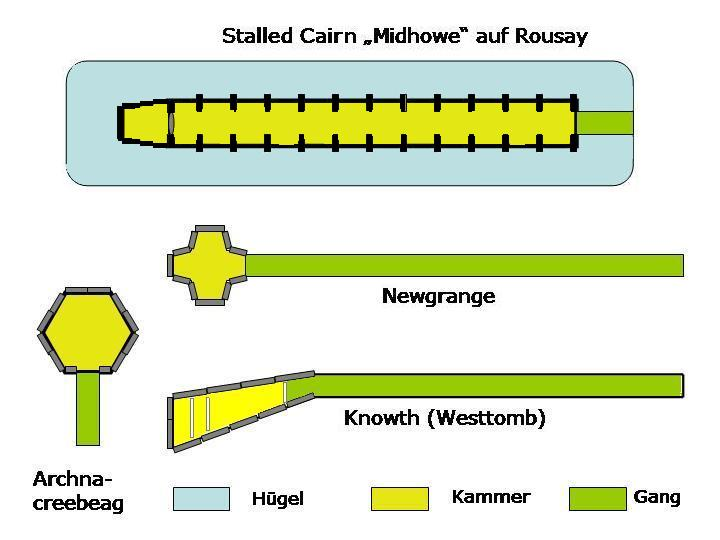
Schema der Passage Tombs

Carrownamaddoo 2 (auch Calliagh a Vera’s House, Calliagh-a-Veragh oder Cailleach Bhéarra’s House genannt) ist ein zwischen 4000 und 2500 v. Chr. in der Jungsteinzeit errichtetes Passage Tomb. Es liegt auf einem Nebengipfel des Slieve Dargan im Townland Carrownamaddoo (irisch Ceathrú na Madadh) im County Sligo in Irland und wurde in der späteren neolithischen Phase des Baus von Passage Tombs im County Sligo errichtet.
Die Megalithanlage liegt östlich von Grange in einem Steinhügel von etwa 15 m Durchmesser und ist in gutem Zustand. Die untere Hälfte ist in den Felsuntergrund geschnitten. Alle Decksteine sind vorhanden. Einige sind verrutscht und ermöglichen so den Einstieg in die Kammer von oben. Der Gang wird von der mit Steinmaterial angefüllten, drei Meter langen Kammer durch einen einzelnen Pfosten auf der Südseite getrennt. Drei große Steine bilden einen zentralen Raum, der 1,0 m × 1,5 m misst. Auf den Tragsteinen finden sich die Reste riesiger Kragsteine, die einst Teil der Tholos des Daches waren. Das äußere Gangende scheint vorsätzlich mit Steinen blockiert worden zu sein. Wahrscheinlich bedeckte der Steinhügel das Dach nicht vollständig.
Etwa 850 m südwestlich liegt eine Anordnung von drei Menhiren, deren nördlichster (1,4 m lang) gefallen und halb begraben ist. Der Hauptstein ist 1,6 m hoch und rechteckig. Der südlichste ist ein kleiner, dreieckiger, 0,5 m hoher Stein.